# Dysmachus trilobus
Dysmachus trilobus är en tvåvingeart som först beskrevs av Gabriel Strobl 1898.  Dysmachus trilobus ingår i släktet Dysmachus och familjen rovflugor. Inga underarter finns listade i Catalogue of Life.